# Лучицкая, Светлана Игоревна
Светлана Игоревна Лучицкая (род. 12 мая 1960 года, Москва, СССР) — советский и российский историк. Доктор исторических наук (2002). Возглавляет Центр культурной и исторической антропологии Института всеобщей истории РАН.

## Биография
Родилась 12 мая 1960 года в семье геолога Игоря Лучицкого, правнучка медиевиста И. В. Лучицкого.
В 1982 году окончила исторический факультет МГУ имени М. В. Ломоносова.
С 1982 года работает в Институте всеобщей истории РАН, а с 1998 года также занимала должность ведущего научного сотрудника в Институте мировой культуры МГУ.
В 1989 году защитила диссертацию на соискание учёной степени кандидата исторических наук по теме «Господствующий класс Иерусалимского королевства: структура, эволюция, особенности».
В 2002 году защитила диссертацию на соискание учёной степени доктора исторических наук по теме «Образ ислама в хрониках крестовых походов».
Заместитель главреда, составитель и постоянный автор издания «Одиссей. Человек в истории». В ходе работы над этим периодическим изданием организовала ряд конференций. Входила в редакционную коллегию и написала несколько статьей для энциклопедии «Словарь средневековой культуры». Ныне занимается темой истории христианских представлений о верующих других конфессий и средневековой иконографии.
Принимала участие в международных конференциях и круглых столах: Клермон-Ферран (1995), Тулуза (1995), Геттинген (1997), Лидс (1998), Иерусалим (1999), Падерборн (2003). В 1995 году будучи стипендиатом DAAD (Германская служба академических обменов) вела лекции в университетах Вюрцбурга и Мюнхена. В 1996—1997 годах была стипендиатом Дома наук о человеке (Париж, стипендия им. Д. Дидро); в 2003 году получила приглашение прочесть курс лекций в Высшей школе социальных наук (Париж).
Опубликовала около 100 научных работ (в том числе на иностранных языках).

## Общественная позиция
В феврале 2022 года подписала открытое письмо российских учёных и научных журналистов с осуждением вторжения России на Украину и призывом вывести российские войска с украинской территории.

## Труды

### Монографии
- Культура и общество западноевропейского средневековья. М., 1994.
- Образ Другого: мусульмане в хрониках крестовых походов. М., 2001.
- Homo legens: styles et pratiques de lecture; analyses comparées des traditions orales et écrites au Moyen Âge (coéd. M.-C. Varol-Bornes). Turnhout , 2010.
- Крестовые походы: идея и реальность. СПб.: Наука, 2019. — 386, [3] с. : ил. — (Библиотека всемирной истории).; ISBN 978-5-02-039685-2 : 1000 экз.
- Рыцари, крестоносцы и сарацины. Запад и Восток в эпоху крестовых походов. СПб: Евразия. 2021. 480 с. ISBN 978-5-8071-0505-9. {О повседневной жизни крестоносцев.}

### Сборники
- Образы прошлого. Сборник памяти А. Я. Гуревича (совместно с И. Г. Галковой, А. В. Толстиковым и др.). СПб.: Центр гуманитарных инициатив, 2011.
- Travel in Russian Research (coed. G. Jaritz). Krems an der Donau: ÖAW, 2011.
- Феодализм: понятие и реалии (совместно с А. Я. Гуревичем и П. Ю. Уваровым). М., 2008.
- Images in Medieval and Early Modern Culture (Approaches in Russian Historical Research) (coed. G. Jaritz). Krems an der Donau: ÖAW, 2003.
- Сравнительная история: методы, проблемы, исследования (совместно с М. Ю. Парамоновой). М. ИВИ РАН, 2003.
- Анналы на рубеже веков: антология (совместно с А. Я. Гуревичем): Согласие — XXI век. М., 2002.

### Основные публикации
- The Muslim Political World as mirrored in the First Crusade Chronicles // The Crusader World / Ed. Adrian J. Boas. Routledge, 2016. P. 346—362.
- Магомет, Сатана и «сарацинская ересь»: взгляд из Клюни // Sub specie historiae culturalis. Сборник памяти А. Л. Ястребицкой. М., 2014. С. 143—169.
- Vita Mahumeti Эмбрико Майнцского: легенда и история // От текста к реальности: (не)возможности исторических реконструкций / Под ред. О. И. Тогоевой и И. Н. Данилевского. М., 2012. С. 25—71.
- Предательство и измена в chansons de geste XII—XIII вв // Одиссей. Человек в истории. М., 2012. Вып. 23. С. 19—44.
- Ad succurrendum: Wie starben die Jerusalemer Könige // Mediävistik. Internationale Zeitschrift für interdisziplinäre Mittelaltersforschung. Frankfurt am Main, 2009. Bd. 22. S. 49-83; 2010. Bd. 23. S. 105—114.
- Travelling to the Holy Land in the Twelfth and Thirteenth Centuries: a Study into the History of Everyday Life // Medieval Travel in Russian Research. Krems an der Donau, 2011. P. 22—48.
- Chess as a Metaphor for Medieval Society // Saluting Aron Gurevich. Essays in history, literature and other related subjects. Ed. by A. Korros et al. Leiden, 2010. P. 277—299.
- «Грехи и добродетели», «Евреи», «Земной рай», «Иные земли», «Крестовые походы», «Миссия», «Паломничество», «Праздник», «Путешествие», «Рыцарство», «Чудо» (совместно с Ю. Е. Арнаутовой), «Чудовища», // Словарь средневековой культуры/ Под ред. А. Я. Гуревича. М., 2007. С. 125—128, 164—170, 175—178, 195—199, 234—239, 290—295, 337—342, 386—393, 431—437, 574—577, 577—582.
- Четвёртый крестовый поход глазами русского современника // Византийский временник. М., 2006. Т. 65 (90). С. 107—125.
- L’espace sacré en Terre sainte au cours des croisades: les controverses islamo-chrétiennes relatives aux images // Espaces d’échanges en Mediterranee. Antiquité et Moyen Âge / Éd. John Tolan, F. Clement et J.Wilgaux. Rennes, 2006. P. 219—243.
- Muslim-Christian Polemics concerning Images. Visual tradition as the language of religion // Language of Religion — Language of the People. Medieval Judaism, Christianity and Islam/ Ed. E. Bremer & S. Röhl. München, 2006. S. 89—103.
- Рыцарство — уникальный феномен западноевропейского средневековья // Одиссей. Человек в истории. М., 2004. С. 7—35.
- L’idée de conversion dans les chroniques de la première croisade // Cahiers de civilisation médiévale. 2002. Vol. 45. № 177 P. 39—53.
- The image of Muhammad in the Latin chronography // Journal of Medieval History[англ.]. 2000. Vol. 25. № 2. P. 115—126.
- Muslims in Christian Imagery of the 13th century // Al-Masaq. Islam and the Medieval Mediterranean. 2000. Vol. 12. P. 37—67.
- L’image des musulmans dans les chroniques des croisades // Le Moyen âge : revue d’histoire et de philologie. 1999. Vol. 105. № 3-4. P. 717—735.